# متلازمة تنشيط البلاعم
تعد متلازمة تنشيط البلاعم من المضاعفات المهددة للحياة لعدة أمراض روماتيزمية مزمنة في مرحلة الطفولة. وتحدث بشكل شائع مع التهاب المفاصل اليفعي الجهازي مجهول السبب. وُصفت متلازمة تفعيل البلاعم عند المصابين بالذئبة الحمامية الجهازية وداء كاواساكي وداء ستيل البادئ عند البالغين. يُعتقد أنها ترتبط ارتباطًا وثيقًا وتشابه إلى حد كبير من الناحية الفيزيولوجية المرضية داء البلعمة الثانوي. معدل حدوث المتلازمة غير معروف إذ توجد مجموعة واسعة من المظاهر السريرية، وقد تبقى الهجمات المرضية دون تشخيص.

## العلامات والأعراض
تشمل السمات المميزة سريريًا ومخبريًا ارتفاع درجة الحرارة وضخامة الكبد والطحال وتضخم العقد اللمفية وقلة الكريات الشاملة وإصابة الكبد والتخثر المنتشر داخل الأوعية الدموية ونقص فيبرينوجين الدم وفرط فيريتين الدم وارتفاع شحوم الدم. بالرغم من الالتهاب الجهازي الهام، فإن سرعة ترسب الدم تكون منخفضة بسبب انخفاض مستوى الفيبرينوجين. يساعد انخفاض سرعة ترسب الدم في التمييز بين المتلازمة والاضطرابات الروماتيزمية الكامنة، إذ تكون سرعة ترسب الدم في الأخيرة مرتفعة عادةً. تُظهر خزعة نقي العظم أو رشافة نقي العظم الخلايا البالعة.

## الأسباب
في كثير من الحالات يمكن تحديد المحرض الذي فعّل المرض، وغالبًا ما يكون عدوى فيروسية أو دواء معين. يوجد تنشيط وتكاثر غير مضبوطين للبالعات والخلايا اللمفاوية التائية مع زيادة هامة في السيتوكينات الجائلة في الدوران، كالإنترفيرون غاما والعامل المنبه لمستعمرات المحببات والبلاعم. الحدث المسبب الأساسي غير واضح، وما زال الأمر خاضعًا للبحث المتواصل. في الكثير من الحالات، يوجد ضعف في وظيفة الخلايا القاتلة الطبيعية.

## التشخيص
من المحتمل الإصابة بمتلازمة تنشيط البلاعم عند كل مريض يعاني الحمى ومصاب أو يشتبه بإصابته بالتهاب المفاصل اليفعي الجهازي مجهول السبب، إذا كانت نسبة:
الفيريتين> 684 نانوغرام/مل
وأي 2 مما يلي:
الهيموغلوبين <90 غ/لتر (عند الرضع الأصغر من 4 أسابيع: <100 غ/لتر)
الصفيحات الدموية <100 × 109/لتر
العدلات <1.0 × 109/لتر
الشحوم الثلاثية عند الصيام ≥3.0 ممول/لتر (أي ≥ 265مغ/دل)
الفيبرينوجين ≤1.5 غ/لتر
إضافة إلى ذلك، توجد علامات محددة أخرى للمتلازمة يمكن أن تكون مفيدة (مثل CD163 الذوّاب) وتفعيل الخلايا اللمفاوية (مثل مستقبلات IL-2 الذوّابة) وتنشيط اللمفاويات. قد يُظهر تحليل وظيفة الخلايا القاتلة الطبيعية ضعفًا في عملها، وقد يُظهر التعداد الخلوي انخفاضًا في عددها.

## العلاج
العلاج الأنجع لمتلازمة تنشيط البلاعم لم يثبت بعد. من العلاجات الشائعة الستيروئيدات القشرية السكرية بجرعة عالية والسيكلوسبورين. في الحالات المستعصية، تستخدم أنظمة العلاج المتبعة في علاج داء البلعمة.